# 非法采矿
非法采矿指的是在没有取得许可证的情况下进行采矿的行为。據統計，全球大约80%的小矿都沒有合法手續，即屬於非法采礦。如果非法采矿的規模過大，還會被視為有組織犯罪。即使是大公司也可能會参与非法采矿。非法采矿往往會破坏环境。